# سونیا بلانکو
سونیا بلانکو (اسپانیایی: Sonia Blanco‎؛ زادهٔ ۲۴ آوریل ۱۹۷۳) بازیکن بسکتبال زن اهل اسپانیا بود. وی در بازی‌های المپیک تابستانی ۲۰۰۴ شرکت کرده‌است.